# فرناندو رومان (بازیکن فوتبال زاده ۱۹۹۳)
فرناندو رومان (انگلیسی: Fernando Román؛ زادهٔ ۲۰ اوت ۱۹۹۳) بازیکن فوتبال اهل اسپانیا است.
از باشگاه‌هایی که در آن بازی کرده‌است می‌توان به باشگاه فوتبال آلکورکون اشاره کرد.